# Férfi kajak egyes 1000 méter a 2024. évi nyári olimpiai játékokon
A 2024. évi nyári olimpiai játékokon a kajak-kenu férfi kajak egyes 1000 méteres versenyszámát augusztus 7-én és 10-én rendezték. Az aranyérmet a cseh Josef Dostál nyerte, Varga Ádám és a címvédő Kopasz Bálint előtt.

## Naptár
| Dátum               | Időpont | Forduló      |
| ------------------- | ------- | ------------ |
| 2024. augusztus 7.  | 10:40   | Előfutamok   |
| 2024. augusztus 7.  | 14:10   | Negyeddöntők |
| 2024. augusztus 10. | 11:10   | Elődöntők    |
| 2024. augusztus 10. | 13:10   | Döntők       |

## Eredmények

### Előfutamok
Az első két helyezett az elődöntőbe (SF) jutott, a többi versenyző a negyeddöntőbe (QF) került.
1. futam
| Helyezés | Pálya | Név               | Nemzet                      | Idő     | Mj |
| -------- | ----- | ----------------- | --------------------------- | ------- | -- |
| 1.       | 5     | Fernando Pimenta  | Portugália                  | 3:29,76 | SF |
| 2.       | 2     | Vladiszlav Kravec | Független résztvevők        | 3:32,07 | SF |
| 3.       | 4     | Jonas Ecker       | Egyesült Államok            | 3:37,21 | QF |
| 4.       | 3     | Saeid Fazloula    | Menekültek olimpiai csapata | 3:42,80 | QF |
| 5.       | 6     | Achraf El Aidi    | Marokkó                     | 3:50,36 | QF |
| 6.       | 7     | Tuva'a Clifton    | Nyugat-Szamoa               | 3:54,49 | QF |

2. futam
| Helyezés | Pálya | Név                     | Nemzet           | Idő     | Mj |
| -------- | ----- | ----------------------- | ---------------- | ------- | -- |
| 1.       | 2     | Anton Winkelmann        | Németország      | 3:27,80 | SF |
| 2.       | 5     | Martin Nathell          | Svédország       | 3:28,36 | SF |
| 3.       | 6     | Francisco Cubelos       | Spanyolország    | 3:28,40 | QF |
| 4.       | 4     | Csang Tung (Zhang Dong) | Kína             | 3:35,83 | QF |
| 5.       | 3     | René Holten Poulsen     | Dánia            | 3:40,14 | QF |
| 6.       | 7     | Aaron Small             | Egyesült Államok | 3:40,87 | QF |

3. futam
| Helyezés | Pálya | Név               | Nemzet                  | Idő     | Mj |
| -------- | ----- | ----------------- | ----------------------- | ------- | -- |
| 1.       | 5     | Kopasz Bálint     | Magyarország            | 3:26,44 | SF |
| 2.       | 4     | Agustín Vernice   | Argentína               | 3:27,18 | SF |
| 3.       | 7     | Hamish Lovemore   | Dél-afrikai Köztársaság | 3:28,19 | QF |
| 4.       | 3     | Andrej Olijnik    | Litvánia                | 3:38,02 | QF |
| 5.       | 6     | Matías Otero      | Uruguay                 | 3:43,65 | QF |
| 6.       | 2     | Bekarys Ramatulla | Kazahsztán              | 3:44,47 | QF |

4. futam
| Helyezés | Pálya | Név             | Nemzet        | Idő     | Mj |
| -------- | ----- | --------------- | ------------- | ------- | -- |
| 1.       | 7     | Varga Ádám      | Magyarország  | 3:28,56 | SF |
| 2.       | 5     | Jakob Thordsen  | Németország   | 3:29,88 | SF |
| 3.       | 6     | Maxime Beaumont | Franciaország | 3:30,64 | QF |
| 4.       | 4     | Artuur Peters   | Belgium       | 3:31,55 | QF |
| 5.       | 2     | Adrián del Río  | Spanyolország | 3:33,81 | QF |
| 6.       | 3     | Ali Aghamirzaei | Irán          | 3:36,58 | QF |

5. futam
| Helyezés | Pálya | Név                  | Nemzet                  | Idő     | Mj |
| -------- | ----- | -------------------- | ----------------------- | ------- | -- |
| 1.       | 4     | Thomas Green         | Ausztrália              | 3:35,99 | SF |
| 2.       | 5     | Josef Dostál         | Csehország              | 3:37,83 | SF |
| 3.       | 6     | Shakhriyor Makhkamov | Üzbegisztán             | 3:40,25 | QF |
| 4.       | 3     | Vagner Souta         | Brazília                | 3:46,17 | QF |
| 5.       | 7     | Andrew Birkett       | Dél-afrikai Köztársaság | 3:53,31 | QF |

### Negyeddöntők
Az első két helyezett az elődöntőbe (SF) jutott.
1. negyeddöntő
| Helyezés | Pálya | Név                     | Nemzet           | Idő     | Mj |
| -------- | ----- | ----------------------- | ---------------- | ------- | -- |
| 1.       | 4     | Maxime Beaumont         | Franciaország    | 3:29,66 | SF |
| 2.       | 7     | Matías Otero            | Uruguay          | 3:30,81 | SF |
| 3.       | 8     | Ali Aghamirzaei         | Irán             | 3:33,78 |    |
| 4.       | 6     | Csang Tung (Zhang Dong) | Kína             | 3:37,75 |    |
| 5.       | 5     | Jonas Ecker             | Egyesült Államok | 3:41,77 |    |
| 6.       | 3     | Vagner Souta            | Brazília         | 3:50,72 |    |
| 7.       | 2     | Tuva'a Clifton          | Nyugat-Szamoa    | 3:55,20 |    |

2. negyeddöntő
| Helyezés | Pálya | Név                 | Nemzet                      | Idő     | Mj |
| -------- | ----- | ------------------- | --------------------------- | ------- | -- |
| 1.       | 3     | René Holten Poulsen | Dánia                       | 3:35,48 | SF |
| 2.       | 5     | Hamish Lovemore     | Dél-afrikai Köztársaság     | 3:36,64 | SF |
| 3.       | 7     | Andrew Birkett      | Dél-afrikai Köztársaság     | 3:38,11 |    |
| 4.       | 4     | Saeid Fazloula      | Menekültek olimpiai csapata | 3:40,94 |    |
| 5.       | 2     | Bekarys Ramatulla   | Kazahsztán                  | 3:45,77 |    |
| 6.       | 6     | Artuur Peters       | Belgium                     | 3:51,20 | SF |

3. negyeddöntő
| Helyezés | Pálya | Név                  | Nemzet           | Idő     | Mj |
| -------- | ----- | -------------------- | ---------------- | ------- | -- |
| 1.       | 7     | Adrián del Río       | Spanyolország    | 3:30,39 | SF |
| 2.       | 4     | Francisco Cubelos    | Spanyolország    | 3:33,74 | SF |
| 3.       | 5     | Shakhriyor Makhkamov | Üzbegisztán      | 3:35,43 |    |
| 4.       | 6     | Andrej Olijnik       | Litvánia         | 3:36,72 |    |
| 5.       | 2     | Aaron Small          | Egyesült Államok | 3:42,05 |    |
| 6.       | 3     | Achraf El Aidi       | Marokkó          | 4:02,27 |    |

### Elődöntők
Az első négy helyezett az A-döntőbe (FA), a többi versenyző a B-döntőbe (FB) került.
1. elődöntő
| Helyezés | Pálya | Név                 | Nemzet        | Idő     | Mj |
| -------- | ----- | ------------------- | ------------- | ------- | -- |
| 1.       | 4     | Kopasz Bálint       | Magyarország  | 3:28,76 | FA |
| 2.       | 5     | Fernando Pimenta    | Portugália    | 3:29,14 | FA |
| 3.       | 2     | Jakob Thordsen      | Németország   | 3:29,34 | FA |
| 4.       | 6     | Martin Nathell      | Svédország    | 3:30,14 | FA |
| 5.       | 8     | Francisco Cubelos   | Spanyolország | 3:30,52 | FB |
| 6.       | 0     | Artuur Peters       | Belgium       | 3:32,81 | FB |
| 7.       | 3     | Thomas Green        | Ausztrália    | 3:33,52 | FB |
| 8.       | 7     | René Holten Poulsen | Dánia         | 3:35,50 | FB |
| 9.       | 1     | Matías Otero        | Uruguay       | 3:48,91 | FB |

2. elődöntő
| Helyezés | Pálya | Név               | Nemzet                  | Idő     | Mj |
| -------- | ----- | ----------------- | ----------------------- | ------- | -- |
| 1.       | 5     | Varga Ádám        | Magyarország            | 3:27,92 | FA |
| 2.       | 6     | Agustín Vernice   | Argentína               | 3:28,18 | FA |
| 3.       | 2     | Josef Dostál      | Csehország              | 3:29,05 | FA |
| 4.       | 3     | Vladiszlav Kravec | Független résztvevők    | 3:29,64 | FA |
| 5.       | 7     | Maxime Beaumont   | Franciaország           | 3:30,99 | FB |
| 6.       | 8     | Adrián del Río    | Spanyolország           | 3:31,07 | FB |
| 7.       | 4     | Anton Winkelmann  | Németország             | 3:31,51 | FB |
| 8.       | 1     | Hamish Lovemore   | Dél-afrikai Köztársaság | 3:33,89 | FB |

### Döntők
B-döntő
| Helyezés | Pálya | Név                 | Nemzet                  | Idő     | Mj |
| -------- | ----- | ------------------- | ----------------------- | ------- | -- |
| 9.       | 1     | Hamish Lovemore     | Dél-afrikai Köztársaság | 3:27,94 |    |
| 10.      | 2     | Anton Winkelmann    | Németország             | 3:28,04 |    |
| 11.      | 3     | Francisco Cubelos   | Spanyolország           | 3:28,10 |    |
| 12.      | 4     | Adrián del Río      | Spanyolország           | 3:29,42 |    |
| 13.      | 5     | Artuur Peters       | Belgium                 | 3:30,29 |    |
| 14.      | 6     | Matías Otero        | Uruguay                 | 3:30,48 |    |
| 15.      | 7     | Maxime Beaumont     | Franciaország           | 3:31,42 |    |
| 16.      | 8     | René Holten Poulsen | Dánia                   | 3:31,62 |    |
| 17.      | 8     | Thomas Green        | Ausztrália              | 3:32,72 |    |

A-döntő
| Helyezés | Pálya | Név               | Nemzet               | Idő     | Mj |
| -------- | ----- | ----------------- | -------------------- | ------- | -- |
| Arany    | 1     | Josef Dostál      | Csehország           | 3:24,07 |    |
| Ezüst    | 2     | Varga Ádám        | Magyarország         | 3:24,76 |    |
| Bronz    | 3     | Kopasz Bálint     | Magyarország         | 3:25,68 |    |
| 4.       | 4     | Vladiszlav Kravec | Független résztvevők | 3:28,10 |    |
| 4.       | 5     | Agustín Vernice   | Argentína            | 3:28,10 |    |
| 6.       | 6     | Fernando Pimenta  | Portugália           | 3:29,59 |    |
| 7.       | 7     | Martin Nathell    | Svédország           | 3:31,06 |    |
| 8.       | 8     | Jakob Thordsen    | Németország          | 3:36,82 |    |